# Premiership 2015-2016 (Irlanda del Nord)
La NIFL Premiership 2015-2016, nota anche come Danske Bank Premiership per motivi di sponsorizzazione, è stata l'ottava edizione della massima serie del campionato nordirlandese di calcio dopo la sua riforma, la terza dopo il cambio di denominazione. La stagione è iniziata l'8 agosto 2015 e si è conclusa il 23 aprile 2016. Il Crusaders ha vinto il campionato.

## Stagione

### Novità
L'Institute è stato retrocesso in Championship dopo essersi piazzato all'ultimo posto nella stagione 2014-2015. Al suo posto è stato promosso il Carrick Rangers, primo classificato della Championship.

### Regolamento
Le 12 squadre partecipanti si affrontano in un triplo girone di andata-ritorno-andata, per un totale di 33 giornate. Al termine, le squadre sono divise in due gruppi di 6, in base alla classifica; ogni squadra affronta poi per la quarta volta le altre formazioni del proprio gruppo.

La squadra campione dell'Irlanda del Nord è ammessa al primo turno di qualificazione della UEFA Champions League 2016-2017.

La seconda classificata è ammessa al primo turno di qualificazione della UEFA Europa League 2016-2017. Al termine delle 38 giornate di campionato le squadre classificatesi dal terzo al settimo posto partecipano a dei play-off per un posto al primo turno di qualificazione della UEFA Europa League 2016-2017. Se una delle squadre si è qualificata alla Europa League attraverso la Irish Cup, ai play-off partecipano le restanti quattro squadre.

L'11ª classificata affronta in uno spareggio promozione-retrocessione la seconda classificata della Championship.

L'ultima classificata retrocede direttamente in Championship.

## Squadre partecipanti
| Club               | Città          | Stadio                | Posizione 2014-2015            |
| ------------------ | -------------- | --------------------- | ------------------------------ |
| Ballinamallard Utd | Ballinamallard | Ferney Park           | 9º posto in Premiership        |
| Ballymena Utd      | Ballymena      | Ballymena Showgrounds | 7º posto in Premiership        |
| Carrick Rangers    | Carrickfergus  | Taylors Avenue        | 1º posto in Championship       |
| Cliftonville       | Belfast        | Solitude              | 5º posto in Premiership        |
| Coleraine          | Coleraine      | Coleraine Showgrounds | 8º posto in Premiership        |
| Crusaders          | Belfast        | Seaview               | Campione dell'Irlanda del Nord |
| Dungannon Swifts   | Dungannon      | Stangmore Park        | 10º posto in Premiership       |
| Glenavon           | Lurgan         | Mourneview Park       | 3º posto in Premiership        |
| Glentoran          | Belfast        | The Oval              | 6º posto in Premiership        |
| Linfield           | Belfast        | Windsor Park          | 2º posto in Premiership        |
| Portadown          | Portadown      | Shamrock Park         | 4º posto in Premiership        |
| Warrenpoint Town   | Warrenpoint    | Milltown              | 11º posto in Premiership       |

## Prima Fase

### Classifica finale
|  | Pos. | Squadra            | Pt | G  | V  | N  | P  | GF | GS | DR  |
|  | ---- | ------------------ | -- | -- | -- | -- | -- | -- | -- | --- |
|  | 1.   | Crusaders          | 76 | 33 | 23 | 7  | 3  | 71 | 27 | +44 |
|  | 2.   | Linfield           | 71 | 33 | 22 | 5  | 6  | 79 | 33 | +46 |
|  | 3.   | Glenavon           | 63 | 33 | 18 | 9  | 6  | 67 | 35 | +32 |
|  | 4.   | Cliftonville       | 61 | 33 | 17 | 10 | 6  | 54 | 40 | +14 |
|  | 5.   | Coleraine          | 54 | 33 | 17 | 3  | 13 | 43 | 38 | +5  |
|  | 6.   | Glentoran          | 48 | 33 | 14 | 6  | 13 | 43 | 48 | -5  |
|  | 7.   | Dungannon Swifts   | 36 | 33 | 10 | 6  | 17 | 41 | 55 | -14 |
|  | 8.   | Ballymena Utd      | 34 | 33 | 9  | 7  | 17 | 49 | 71 | -22 |
|  | 9.   | Portadown          | 31 | 33 | 9  | 4  | 20 | 38 | 62 | -24 |
|  | 10.  | Carrick Rangers    | 28 | 33 | 6  | 10 | 17 | 36 | 61 | -25 |
|  | 11.  | Ballinamallard Utd | 27 | 33 | 7  | 6  | 20 | 32 | 52 | -20 |
|  | 12.  | Warrenpoint Town   | 26 | 33 | 7  | 5  | 21 | 37 | 68 | -31 |

Legenda:
      Ammesse alla poule scudetto
      Ammesse alla poule retrocessione
Note:

Tre punti a vittoria, uno a pareggio, zero a sconfitta.

### Risultati
|                    | Bmd     | Bal     | Car     | Cli     | Col     | Cru     | Dun     | Gln     | Glt     | Lin     | Por     | War     |
| ------------------ | ------- | ------- | ------- | ------- | ------- | ------- | ------- | ------- | ------- | ------- | ------- | ------- |
| Ballinamallard Utd | ––––    | 0-1 4-2 | 1-3 1-2 | 0-2     | 1-2     | 1-1 0-1 | 0-0 1-1 | 0-1     | 2-4 1-0 | 0-1     | 1-2 1-0 | 3-0     |
| Ballymena Utd      | 1-1     | ––––    | 1-1 1-0 | 6-1 2-2 | 0-2     | 2-4     | 1-0 2-4 | 1-7     | 0-1     | 1-3 0-4 | 1-1     | 4-2 3-1 |
| Carrick Rangers    | 1-1     | 2-2     | ––––    | 1-2     | 1-2 2-1 | 0-4 4-3 | 2-2 1-0 | 2-2 1-5 | 1-1 1-2 | 0-3     | 0-1     | 1-2 0-1 |
| Cliftonville       | 3-1 2-0 | 4-2     | 1-0 3-3 | ––––    | 4-0 1-3 | 0-1     | 1-0     | 1-1     | 1-0     | 3-3 0-2 | 3-0 1-0 | 2-1 1-1 |
| Coleraine          | 2-1 1-0 | 2-1     | 2-1     | 0-0     | ––––    | 1-1 0-2 | 1-0 0-1 | 0-2 0-1 | 1-0     | 1-3 2-3 | 4-0     | 2-0     |
| Crusaders          | 5-0     | 3-2 0-0 | 5-0     | 2-2 1-0 | 3-1     | ––––    | 4-0 2-0 | 1-0 1-1 | 3-0 4-2 | 3-0     | 1-2     | 1-0     |
| Dungannon Swifts   | 2-0     | 2-0     | 1-2     | 0-1 2-2 | 0-3     | 1-2     | ––––    | 1-2 0-1 | 2-4 3-1 | 0-1     | 3-1 2-1 | 5-1 1-0 |
| Glenavon           | 5-1 1-0 | 3-1 1-1 | 2-0     | 0-1 3-3 | 3-0     | 1-2     | 3-1     | ––––    | 0-0 1-3 | 3-2     | 1-0 4-1 | 1-1     |
| Glentoran          | 0-2     | 1-3 2-0 | 2-0     | 2-0 0-2 | 1-1 1-0 | 2-2     | 1-1     | 2-0     | ––––    | 1-2     | 1-0 2-1 | 2-1 0-4 |
| Linfield           | 1-1 2-1 | 4-0     | 1-1 2-0 | 1-2     | 1-0     | 0-1 2-0 | 5-1 6-0 | 4-3 1-1 | 1-1 3-0 | ––––    | 3-0     | 5-1     |
| Portadown          | 0-3     | 3-2 3-4 | 3-2 0-0 | 0-1     | 1-2 0-1 | 1-3 0-1 | 3-3     | 2-2     | 5-3     | 2-0 2-1 | ––––    | 2-1 1-3 |
| Warrenpoint Town   | 0-3 3-0 | 1-2     | 1-1     | 2-2     | 0-4 3-0 | 1-3 1-1 | 0-2     | 0-3 1-3 | 0-1     | 0-3 2-6 | 2-0     | ––––    |

## Poule scudetto
Le squadre mantengono i punti conquistati nella stagione regolare.

### Classifica finale
|  | Pos. | Squadra      | Pt | G  | V  | N  | P  | GF | GS | DR  |
|  | ---- | ------------ | -- | -- | -- | -- | -- | -- | -- | --- |
|  | 1.   | Crusaders    | 91 | 38 | 28 | 7  | 3  | 79 | 28 | +51 |
|  | 2.   | Linfield     | 83 | 38 | 26 | 5  | 7  | 91 | 35 | +56 |
|  | 3.   | Glenavon     | 69 | 38 | 20 | 9  | 9  | 72 | 40 | +32 |
|  | 4.   | Cliftonville | 64 | 38 | 18 | 10 | 10 | 58 | 53 | +5  |
|  | 5.   | Coleraine    | 58 | 38 | 18 | 4  | 16 | 47 | 46 | +1  |
|  | 6.   | Glentoran    | 52 | 38 | 15 | 7  | 16 | 46 | 55 | -9  |

Legenda:
      Campione dell'Irlanda del Nord e ammessa alla UEFA Champions League 2016-2017
      Ammesse alla UEFA Europa League 2016-2017
 Ammesse ai play-off per la UEFA Europa League 2016-2017
Note:
Tre punti a vittoria, uno a pareggio, zero a sconfitta.

### Risultati
|              | Cli  | Col  | Cru  | Gln  | Glt  | Lin  |
| ------------ | ---- | ---- | ---- | ---- | ---- | ---- |
| Cliftonville | –––– |      | 1-3  | 3-1  | 0-2  |      |
| Coleraine    | 3-0  | –––– |      |      | 1-1  |      |
| Crusaders    |      | 1-0  | –––– |      |      | 2-0  |
| Glenavon     |      | 3-0  | 0-1  | –––– |      | 0-1  |
| Glentoran    |      |      | 0-1  | 0-1  | –––– | 0-4  |
| Linfield     | 4-0  | 3-0  |      |      |      | –––– |

## Poule retrocessione

### Classifica finale
|  | Pos. | Squadra            | Pt | G  | V  | N  | P  | GF | GS | DR  |
|  | ---- | ------------------ | -- | -- | -- | -- | -- | -- | -- | --- |
|  | 1.   | Dungannon Swifts   | 43 | 38 | 12 | 7  | 19 | 51 | 66 | -15 |
|  | 2.   | Ballymena Utd      | 40 | 38 | 11 | 7  | 20 | 57 | 81 | -24 |
|  | 3.   | Portadown          | 38 | 38 | 11 | 5  | 22 | 43 | 67 | -24 |
|  | 4.   | Carrick Rangers    | 35 | 38 | 8  | 11 | 19 | 43 | 68 | -25 |
|  | 5.   | Ballinamallard Utd | 34 | 38 | 9  | 7  | 22 | 39 | 59 | -20 |
|  | 6.   | Warrenpoint Town   | 34 | 38 | 9  | 7  | 22 | 45 | 73 | -28 |

Legenda:
 Ammesse allo spareggio promozione/retrocessione
      Retrocessa in NIFL Championship 2016-2017
Note:
Tre punti a vittoria, uno a pareggio, zero a sconfitta.

### Risultati
|                    | Bmd  | Bal  | Car  | Dun  | Por  | War  |
| ------------------ | ---- | ---- | ---- | ---- | ---- | ---- |
| Ballinamallard Utd | –––– |      |      |      |      | 2-0  |
| Ballymena Utd      | 1-2  | –––– |      |      | 0-2  |      |
| Carrick Rangers    | 2-1  | 0-2  | –––– |      | 1-2  |      |
| Dungannon Swifts   | 4-2  | 2-4  | 1-3  | –––– |      |      |
| Portadown          | 0-0  |      |      | 1-2  | –––– |      |
| Warrenpoint Town   |      | 4-1  | 1-1  | 1-1  | 2-0  | –––– |

## Spareggi

### Spareggi per l'Europa League

#### Semifinale
|           | Risultato |           | Luogo e data             |  |
| --------- | --------- | --------- | ------------------------ |  |
| Coleraine | 1 - 2     | Glentoran | Coleraine, 6 maggio 2016 |  |

#### Finale
|              | Risultato |           | Luogo e data            |  |
| ------------ | --------- | --------- | ----------------------- |  |
| Cliftonville | 3 - 2     | Glentoran | Belfast, 10 maggio 2016 |  |

### Spareggio promozione/retrocessione
La 5ª classificata della poule retrocessione in Premiership (Ballinamallard United) ha sfidato la vincitrice dei play-off della NIFL Championship (Institute) per un posto in Premier Division.
|                    | Risultato |                    | Luogo e data                   |  |
| ------------------ | --------- | ------------------ | ------------------------------ |  |
| Institute          | 1 - 2     | Ballinamallard Utd | Drumahoe, 6 maggio 2016        |  |
| Ballinamallard Utd | 3 - 3     | Institute          | Ballinamallard, 22 giugno 2016 |  |

## Statistiche

### Classifica marcatori
Fonte: Sito FIFA Archiviato il 10 ottobre 2016 in Internet Archive.
| Gol |  |  | Giocatore         | Squadra   |
| --- |  |  | ----------------- | --------- |
| 22  |  |  | Andrew Waterworth | Linfield  |
| 20  |  |  | Paul Heatley      | Crusaders |
| 19  |  |  | Aaron Burns       | Linfield  |
| 18  |  |  | Curtis Allen      | Glentoran |
| 18  |  |  | Jordan Owens      | Crusaders |
| 17  |  |  | Eoin Bradley      | Glenavon  |

## Verdetti finali
- Crusarders (1º classificato) Campione dell'Irlanda del Nord e qualificato alla UEFA Champions League 2016-2017.
- Linfield (2º classificato), Coleraine (3º classificato) e Cliftonville (vincitore dei play-off) qualificati alla UEFA Europa League 2016-2017.
- Warrenpoint Town retrocesso in Championship.